# Narcy (Haute-Marne)
Narcy je francouzská obec v departementu Haute-Marne v regionu Grand Est. V roce 2013 zde žilo 253 obyvatel.

## Poloha
Obec leží u hranic depatermentu Haute-Marne s departementem Meuse. Sousední obce jsou: Bayard-sur-Marne, Brauvilliers (Meuse), Cousances-les-Forges (Meuse), Eurville-Bienville, Fontaines-sur-Marne, Chamouilley a Savonnières-en-Perthois (Meuse).

## Vývoj počtu obyvatel
Počet obyvatel